# Новая луна апреля
«Новая луна апреля» — дебютный магнитоальбом рок-группы «Мумий Тролль».
Ещё осенью 1983 года ансамбль 15-летних подростков Илья Лагутенко, Владимир Луценко и Альберт Краснов записали черновые варианты 6 первых песен: «Новая Луна Апреля», «Алло, Попс», «Инопланетный Гость», «Девушки Эмансипэ», «Ты Крест» и «Парк» (авторство последних двух композиций принадлежит Леониду Бурлакову). Через год музыканты вместе со звукорежиссёром Сергеем Ефимовым записали 11 композиций, которые составили весь магнитоальбом.
Уже в 1985 году группа «Мумий Тролль» (тогда она называлась Муми Тролль) выпустила свой первый альбом, в котором ведущей песней была «Новая Луна Апреля». Материал получил определённую известность и признание во Владивостоке. На песни «Алло, Попс!», «Кассетный мальчик», «Новая луна апреля» и «Ультиматум» были сняты видеоклипы.

## История создания песен
Одна из наиболее популярных песен группы того времени «Алло, попс!» была придумана Лагутенко во время прогулки по местному универсаму. Спускаясь по лестнице, он посмотрел в висевшее напротив зеркало, и строчки в голове возникли сами собой. В песне также упоминаются «подружки из ближайшей дискотеки», у которых «фигура по Плейбою, бельё — Коко Шанель». Можно предположить, что данные образы были навеяны впечатлениями от регулярных посещений Дома моделей, в котором работала его мать Елена Борисовна.
Композиция «Ультиматум» представляет собой необычный рок-манифест, в котором Лагутенко поёт о желании познания новых музыкальных стилей и сравнивает «новую волну» с морской волной.
Существует запись песни «Ультиматум», в которой частично изменён текст, а именно, в ней упоминаются группы «Мифы» и «Кино». Предположительно, запись сделана не позднее 1984 года, но о каких «Мифах» и «Кино» идёт речь, доподлинно неизвестно.
«Кассетного мальчика» Лагутенко придумал вскоре после того, как в одном из западных журналов увидел рекламу плееров «Sony». Сам музыкант соответствовал лирическому герою песни — вся его комната была буквально завалена кассетами и катушками с многочисленными записями различных групп. Кстати, эта песня из всего материала фиксировалась на плёнку самой последней.
На концерте на водной станции КТОФ 25 июля 2010 года Илья Лагутенко сказал, что написал песню «Девочки эмансипэ» потому, что группа Муми Тролль очень хотела вступить в ряды Владивостокского рок-клуба. Это была одна из двух первых песен (второй была «Алло, Попс!»), написанных Лагутенко для коллектива.
«Инопланетный гость» был переработан из песни Владимира Луценко «Акванавты», а идея о космосе и пришельцах возникла под влиянием фантастических романов Жюля Верна. «Можно было петь о глобальных проблемах, сочинять композиции на злобу дня, — вспоминал Лагутенко. — А можно было петь о том, что далеко. Меня больше волновала война внеземных цивилизаций, чем то, что происходит рядом».
Песня «Ещё пока…» имеет определённое ритмическое сходство с другой песней «Муми Тролля» «Ты крест», написанной Бурлаковым в 1983 году. Она была исполнена коллективом на фестивале политической песни во Владивостоке. Само выступление было раскритиковано за «несоответствие идеям фестиваля». В отличие от других песен, «Ещё пока…» является самой сильной и серьёзной в альбоме, после «Новой луны апреля», которую также написал Бурлаков. Выдержанный в духе политического памфлета, в композиции открыто осуждается жизнь тогдашнего общества, а также военные действия и человеческая халатность. У песни есть и второе название «На другой стороне».
«Новая луна апреля» была написана под впечатлением от хита группы «Duran Duran» «New Moon On Monday». Текст сочинил Леонид Бурлаков, поздно ночью возвращавшийся со свидания, мелодию придумал Лагутенко, басовый ход был заимствован из песни «Who’s That Girl?» группы «Eurythmics», а барабанную партию разработали по примеру сингла «Flash In The Night» группы «Secret Service».
Альбом «Новая луна апреля» весьма крупным тиражом разошёлся по всему Владивостоку, а песни «Муми Тролля» часто звучали на местных радиостанциях и дискотеках. Песни «Новая луна апреля», «Алло, Попс!», «Инопланетный гость», «Кассетный мальчик» и «Девушки Эмансипэ» стали шлягерами и своеобразными визитными карточками коллектива.

## Запись альбома
Первая демозапись была сделана осенью 1983 года. Тогда были записаны 6 песен: «Новая луна апреля», «Алло, Попс!», «Девушки Эмансипэ» и «Инопланетный гость», «Ты — крест» и «Парк». Запись производил Анатолий Жарков. Этот факт подробно описал Леонид Бурлаков в своей книге «Хроники Муми Папы» и на официальной странице ВКонтакте.

Весна 1983 года. Наш первый «музыкальный продюсер» жил на Чуркине, на тот момент самый дальний и довольно «опасный» район Владивостока. Конечная станция автобуса «Окатовая», незнакомые советские дворы…Толик Жарков хоть и постоянно говорил, давайте быстрее, а то сейчас мама придёт, на самом деле горел этими домашними сессиями. Пытался экспериментировать с микрофонами и записью в линию, эквалайзерами и звуками. Это было не наложение, а запись живого коллектива. Парк, Ты Крест, Новая Луна Апреля, Аллоу Попс, Девочки Эмансипе, Инопланетный Гость были записаны в течение 4-х месяцев. Помню забавный момент, когда после сессии Толик поставил нам альбом, который, по его словам, записали мальчишки из соседнего двора. Нам понравилось, но мы были горды, что по качеству наши песни круче. Потом ещё полгода были уверены, что «Алюминиевые Огурцы» — это песня группы с Чуркина.— Леонид Бурлаков; из будущей книжки «Хроники Муми Папы»
Эта запись сохранилась у Ильи Лагутенко, но официально не опубликована до настоящего времени. В сети имеется оцифрованная с магнитной кассеты запись.
Трудно установить точное время записи магнитоальбома «Новая луна апреля», однако, многие источники называют период с лета 1984 года по май 1985 года. Процесс записи происходил в студии местной филармонии города Владивостока под руководством звукорежиссёра Сергея Ефимова. Всего в альбом попало 10 композиций, на взгляд группы, самых лучших, но на самом деле их было заметно больше.
В отдельных копиях магнитоальбома можно найти песню «Ночь прекраснее дня» и репризу песни «Алло, Попс!». Композиции «Ты Крест» и «Парк» в черновом варианте существуют в Интернете и не попали в альбом. «Ты Крест» так и не выходила в официальных альбомах Мумий Тролля, а «Парк» наравне с частью песен из «Новой луны апреля» обрёл вторую жизнь в 1998 году, когда группа стала очень популярна по всей России и записала двойной сборник «Шамора».
Существует запись песни «Ультиматум», в которой частично изменён текст, а именно, в ней упоминаются группы «Мифы» и «Кино». Предположительно, запись сделана не позднее 1984 года, но о каких «Мифах» и «Кино» идёт речь, доподлинно неизвестно. Также во время работы над «Новой луной апреля» была записана вторая аранжировка песни «Инопланетный гость».
Также были написаны песни «Цепи» (слова Леонида Бурлакова) и «Акванавты» (музыка и слова Владимира Луценко), которые были записаны в тот период, когда группа называлась ШОК. Эта запись была сделана примерно в начале 1983 года следующим составом:
- Илья Лагутенко — вокал;
- Альберт Краснов — гитара;
- Леонид Бурлаков — бас-гитара;
- Владимир Луценко — ритм-гитара;
- Павел Бабий — барабаны;
- Кирилл Бабий — клавишные;

## Список композиций
Музыка и слова — Илья Лагутенко, если не указано иное.
1. Ультиматум
2. Алло, Попс!
3. Кассетный мальчик
4. Девочки эмансипэ
5. Лыжи
6. Ветер
7. Инопланетный гость (музыка — Илья Лагутенко, Владимир Луценко)
8. На другой стороне (Ещё пока…) (слова — Леонид Бурлаков)
9. Небесный человек
10. Новая луна апреля (слова — Леонид Бурлаков)
11. Ночь прекраснее дня
12. Алло, Попс! (реприза)

## Музыканты
- Илья Лагутенко — вокал, акустическая гитара, электрогитара, клавишные
- Владимир Луценко — бас-гитара, бэк-вокал, программирование драм-машины
- Альберт Краснов — лидер-гитара, бэк-вокал, программирование драм-машины
- Записано в течение лета 1984 — мая 1985 года
- Звукорежиссёр — Сергей Ефимов
- Оформление обложки — Илья Лагутенко
- Список участников даётся по выходным данным к магнитоальбому.

## Интересные факты
1. На песни «Алло, Попс!», «Кассетный мальчик», «Новая луна апреля» и «Ультиматум» режиссёром Андреем Масловским были сняты и смонтированы видеоклипы. Даты их создания существенно разнятся: так, «Новая луна апреля» была датирована 1986 годом. Клипы к песням «Алло, Попс» и «Кассетный мальчик» были сняты во время отпусков Ильи Лагутенко из армии и созданы в 1988 и 1989 годах соответственно. А на песню «Ультиматум» видеоклип был сделан с помощью видеозаписей концерта группы Муми Тролль в Доме молодёжи 29 июня 1987 года. Также, в клипе на песню "Новая луна апреля" были вставлены кадры из мультсериала "Джо-солдат" (1985).
2. Все четыре видеоклипа транслировались по местному телеканалу «Тай-Чу ТВ». Однако более широкой публике они были представлены в документальном фильме «Владивосток 2000. 20 лет до даты», в котором, кроме Муми Тролля, были показаны материалы о других группах Владивостокского рок-клуба: Депеша, Совет ветеранов санэпидемстанции (СВСЭС), Третья Стража, Доктор Тик, Трясина и других.
3. Песни «Небесный человек» и «Ночь прекраснее дня» никогда не исполнялись на концертах.
4. Весной 2017 года на своей официальной странице ВКонтакте Леонид Бурлаков рассказал, что песню «Ты — крест» (не попавшую в окончательный вариант альбома) он написал под впечатлением от песни группы Зоопарк «Дрянь».
5. Видеоверсия концерта Муми Тролля 29 июня 1987 года была записана Андреем Масловским и официально не опубликована в полном объёме. Исключение составляют отрывки, которые были представлены в документальном фильме «Владивосток 2000. 20 лет до даты» и некоторых других телепрограммах, посвящённых группе Мумий Тролль.